# Coppa del Mondo generale di freestyle
La Coppa del Mondo generale di freestyle è un trofeo assegnato annualmente dalla Federazione internazionale sci e snowboard (FIS), a partire dalla stagione 2010/2011, la cui classifica viene stilata tenendo conto dei risultati delle gare di freestyle inserite nel calendario della Coppa del Mondo di snowboard, cioè halfpipe, slopestyle e big air. Alla fine della stagione lo snowboarder e la snowboarder con il punteggio complessivo più alto vincono il trofeo.

## Albo d'oro
| Stagione  | Uomini               | Uomini      | Donne               | Donne       |
| Stagione  | Vincitore            | Nazionale   | Vincitrice          | Nazionale   |
| --------- | -------------------- | ----------- | ------------------- | ----------- |
| 2010/2011 | Nathan Johnstone     | Australia   | Cai Xuetong         | Cina        |
| 2011/2012 | Janne Korpi          | Finlandia   | Cai Xuetong         | Cina        |
| 2012/2013 | Janne Korpi          | Finlandia   | Kelly Clark         | Stati Uniti |
| 2013/2014 | Måns Hedberg         | Svezia      | Šárka Pančochová    | Rep. Ceca   |
| 2014/2015 | Janne Korpi (3)      | Finlandia   | Cheryl Maas         | Paesi Bassi |
| 2015/2016 | Ryō Aono             | Giappone    | Jamie Anderson      | Stati Uniti |
| 2016/2017 | Mark McMorris        | Canada      | Anna Gasser         | Austria     |
| 2017/2018 | Chris Corning        | Stati Uniti | Miyabi Onitsuka     | Giappone    |
| 2018/2019 | Chris Corning (2)    | Stati Uniti | Miyabi Onitsuka (2) | Giappone    |
| 2019/2020 | Scotty James         | Australia   | Cai Xuetong (3)     | Cina        |
| 2020/2021 | Marcus Kleveland     | Norvegia    | Anna Gasser (2)     | Austria     |
| 2021/2022 | Mons Røisland        | Norvegia    | Kokomo Murase       | Giappone    |
| 2022/2023 | Valentino Guseli     | Australia   | Mitsuki Ono         | Giappone    |
| 2023/2024 | Valentino Guseli (2) | Australia   | Kokomo Murase (2)   | Giappone    |
| 2024/2025 | Taiga Hasegawa       | Giappone    | Mia Brookes         | Regno Unito |